# Otto-von-Kotzebue-Insel
Die Otto-von-Kotzebue-Insel (russisch Остров О. Коцебу Ostrow O. Kozebu) ist eine vereiste Insel vor der English-Küste des Palmerlands auf der Antarktischen Halbinsel. Sie liegt unmittelbar südöstlich der DeAtley-Insel auf der Südseite der Ronne Entrance am südwestlichen Ende des George-VI-Sunds. 
Russische Wissenschaftler benannten sie nach dem deutsch-russischen Entdeckungsreisenden Otto von Kotzebue (1787–1846).